# Fremont (Carolina del Nord)
Fremont és una població dels Estats Units a l'estat de Carolina del Nord. Segons el cens del tenia una població d'habitants.

## Demografia
Segons el cens del 2000, Fremont tenia 1.463 habitants, 591 habitatges i 369 famílies. La densitat de població era de 415,3 habitants per km².
Dels 591 habitatges en un 27,4% hi vivien nens de menys de 18 anys, en un 39,1% hi vivien parelles casades, en un 19,8% dones solteres, i en un 37,4% no eren unitats familiars. En el 35% dels habitatges hi vivien persones soles el 18,6% de les quals corresponia a persones de 65 anys o més que vivien soles. El nombre mitjà de persones vivint en cada habitatge era de 2,39 i el nombre mitjà de persones que vivien en cada família era de 3,11.
Per edats la població es repartia de la següent manera: un 25,8% tenia menys de 18 anys, un 6,1% entre 18 i 24, un 24% entre 25 i 44, un 24,1% de 45 a 60 i un 20% 65 anys o més.
L'edat mediana era de 41 anys. Per cada 100 dones de 18 o més anys hi havia 77 homes.
La renda mediana per habitatge era de 25.167 $ i la renda mediana per família de 34.375 $. Els homes tenien una renda mediana de 31.250 $ mentre que les dones 18.869 $. La renda per capita de la població era de 16.892 $. Entorn del 15,6% de les famílies i el 21,4% de la població estaven per davall del llindar de pobresa.

## Poblacions més properes
El següent diagrama mostra les poblacions més properes.